# Dvd+rw-tools
dvd+rw-tools (conosciuto anche come growisofs) è una collezione di programmi open source popolari, che permettono la scrittura di DVD, e di recente anche di Blu-ray Disc, su Linux, FreeBSD, Windows e anche su Mac OS X Tiger.
Il pacchetto stesso richiede la dipendenza di un altro programma che viene utilizzato per creare immagini ISO 9660 al volo. Funzione fornita da mkisofs (dal pacchetto cdrtools) o da genisoimage (dal pacchetto cdrkit).
Il pacchetto è disponibile sotto la GNU General Public License.

## Ultime modifiche
I cambiamenti significativi per la versione 7.0 includono il supporto al Blu-ray e il supporto per il macOS 10.2 e successivi.